# Cressier NE
| NE ist das Kürzel für den Kanton Neuenburg in der Schweiz. Es wird verwendet, um Verwechslungen mit anderen Einträgen des Namens Cressier zu vermeiden. |

Cressier ist eine politische Gemeinde des Schweizer Kantons Neuenburg. Der deutsche Name Grissach wird heute kaum mehr benutzt.

## Geographie

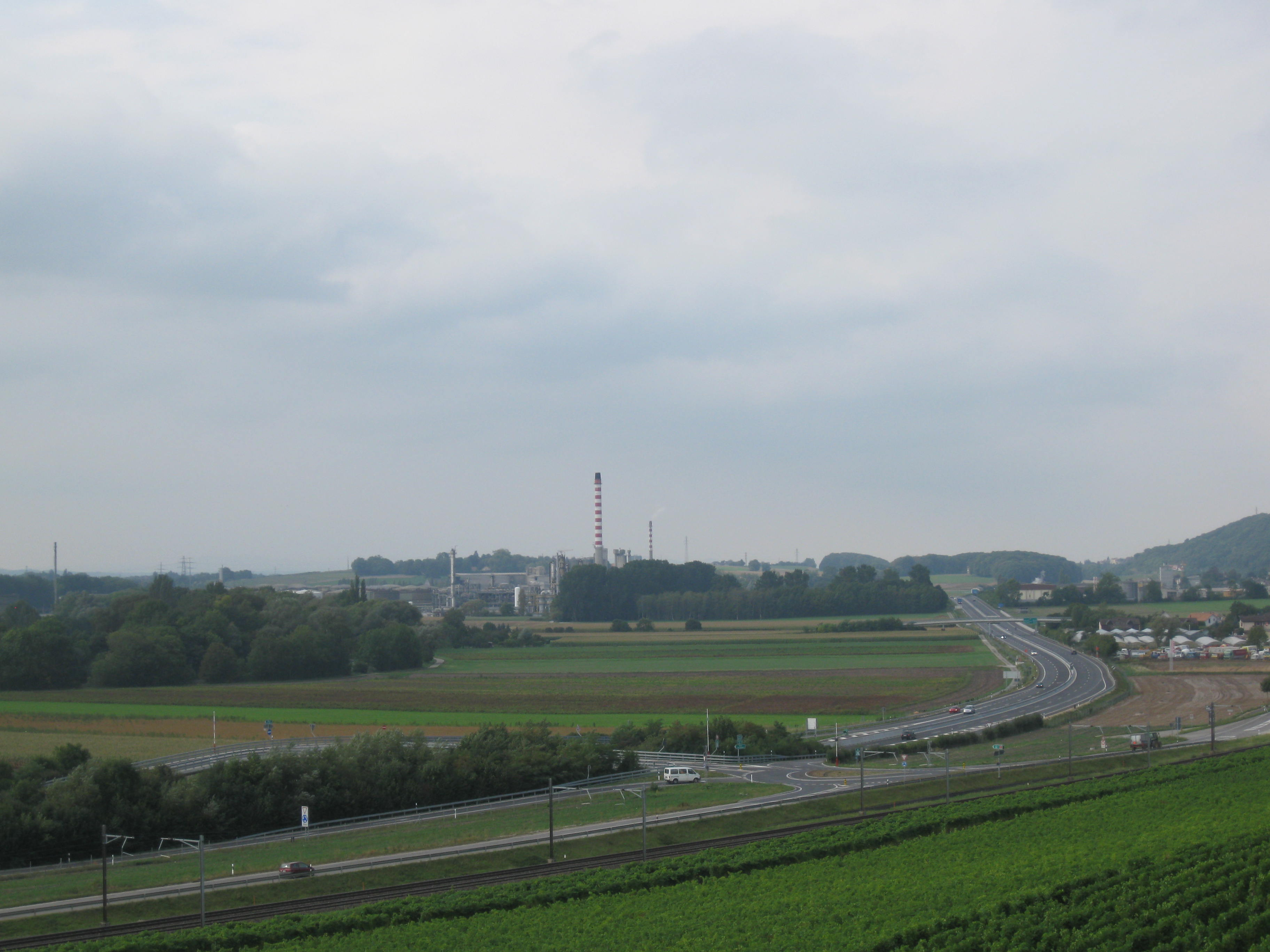
Raffinerie

Cressier liegt auf 436 m ü. M., 10 km nordöstlich der Kantonshauptstadt Neuenburg (Luftlinie). Das Dorf erstreckt sich am Jurasüdfuss, beidseits des Dorfbachs Ruhaut, am Nordrand der Zihlebene zwischen Neuenburger- und Bielersee.
Die Fläche des 8,6 km² grossen Gemeindegebiets umfasst im südöstlichen Teil einen Abschnitt der Zihlebene. Die südöstliche Grenze bildet der Zihlkanal. Von hier erstreckt sich das Gebiet nordwärts über das Raffineriegelände und die landwirtschaftlich genutzte Ebene, in der sich noch ein bei der Juragewässerkorrektion abgeschnittener Flussarm der ehemaligen Zihl befindet; der Parc sauvage de la Vieille Thielle ist ein Naturschutzgebiet. Im Norden reicht die Gemeindefläche den weitgehend bewaldeten Jurasüdhang hinauf (Forêt de l’Eter), der durch die Kerben der Bäche Ruhaut und Mortruz gegliedert wird. In einem Zipfel erstreckt sich Cressier nach Westen bis an den Rand der Höhe des Chaumont, wo sich mit 1070 m ü. M. der höchste Punkt der Gemeinde befindet. Von der Gemeindefläche entfielen 1997 15 % auf Siedlungen, 54 % auf Wald und Gehölze, 29 % auf Landwirtschaft und rund 2 % war unproduktives Land.
Zu Cressier gehören der Weiler Frochaux, 627 m ü. M. am Jurasüdhang am Bach Mortruz, und einige Einzelhöfe. Nachbargemeinden von Cressier sind Cornaux, Laténa, Neuchâtel und Le Landeron im Kanton Neuenburg sowie Gals im Kanton Bern.

Historisches Luftbild von Werner Friedli von 1965

## Bevölkerung
Mit 1924 Einwohnern (Stand 31. Dezember 2023) gehört Cressier zu den mittelgrossen Gemeinden des Kantons Neuenburg. Von den Bewohnern sind 79,9 % französischsprachig, 5,5 % italienischsprachig und 5,2 % deutschsprachig (Stand 2000). Die Bevölkerungszahl hat seit 1850 (damals 607 Einwohner) kontinuierlich zugenommen.

## Politik
- SP/GPS: 13
- FDP: 16

Die Stimmenanteile der Parteien anlässlich der Nationalratswahl 2015 betrugen: FDP 40,1 %, SP 21,3 %, SVP 15,7 %, CVP 7,2 %, PdA 5,7 %, GPS 5,0 %, BDP 2,6 %, glp 1,3 %.

## Wirtschaft
Cressier war bis in die 1960er Jahre ein hauptsächlich landwirtschaftlich geprägtes Dorf, hat sich seither aber zur Industrie- und Wohngemeinde entwickelt. Heute hat in der Landwirtschaft vor allem der Weinbau Bedeutung. Auf dem Gemeindegebiet werden an den Hängen oberhalb des Dorfes Reben angepflanzt. In den Jahren 1964–66 wurde in der Zihlebene die Raffinerie Cressier errichtet, die das Erdöl über eine Rohrleitung von Fos-sur-Mer bei Marseille bezieht. Die Tanks befinden sich zum Teil auf dem Gemeindegebiet von Cornaux.

## Verkehr
Die Gemeinde ist verkehrsmässig gut erschlossen. Sie liegt an der Hauptstrasse 5 von Biel/Bienne nach Neuchâtel und an der Autobahn A5. Am 7. November 1859 wurde die Eisenbahnstrecke von Neuchâtel nach Le Landeron mit einem Bahnhof in Cressier eröffnet.

## Geschichte
Die erste urkundliche Erwähnung von Cressier erfolgte 1180 unter dem Namen Crisciaco, das auf den galloromanischen Personennamen Criscius zurückgeht. Die Gegend von Cressier war aber schon viel früher besiedelt. 1936–37 wurde bei La Baraque am Jurasüdhang ein Grabhügel aus der mittleren Bronzezeit freigelegt, der auch in der Eisenzeit für Bestattungen benutzt wurde und reiche Grabbeigaben enthielt.
Cressier gehörte seit dem 13. Jahrhundert zur Grafschaft Neuenburg und war Teil der Burgvogtei Le Landeron. Es schloss 1449 einen Burgrechtsvertrag mit Solothurn ab. Unter dem Einfluss von Solothurn und der ortsansässigen Adelsfamilie Vallier blieb Cressier während der Reformation beim katholischen Glauben und war über längere Zeit Zufluchtsort für Leute, welche die Reformation nicht annehmen wollten. Seit 1648 war Neuenburg Fürstentum und ab 1707 durch Personalunion mit dem Königreich Preussen verbunden. 1806 wurde das Gebiet an Napoleon I. abgetreten und kam 1815 im Zuge des Wiener Kongresses an die Schweizerische Eidgenossenschaft, wobei die Könige von Preussen bis 1848 (formeller Verzicht nach dem Neuenburgerhandel 1857) auch Fürsten von Neuenburg blieben.

## Sehenswürdigkeiten
Die katholische Kirche Saint-Martin wurde 1873–1875 im neugotischen Stil an der Stelle einer Rosenkranzkapelle erbaut und enthält Teile der Innenausstattung der ehemaligen Kirche von Cressier, die heute in das Schloss Jeanjaquet integriert ist. Dieses entstand Ende 19. Jahrhundert durch den Ausbau des ehemaligen Pfarrhauses (Cure). Archäologische Untersuchungen der Jahre 2014–2016 ergaben, dass die ehemalige Pfarrkirche St. Martin an der Stelle eines römischen Tempels steht.
Das Schloss von Cressier, flankiert von rechteckigen Türmen, wurde 1610–1616 errichtet und ist von einer Mauer umgeben. Heute sind im Gebäude die Gemeindeverwaltung und eine Schule untergebracht. Im Ortskern steht das Maison Vallier, das 1572 für Pierre Vallier, Gouverneur von Neuenburg, erstellt wurde. Es besitzt ein Ecktürmchen sowie Portal und Fenster im Renaissancestil. Daneben stehen ein Steinkreuz von 1654 und der Löwenbrunnen von 1584. Im Ortskern von Cressier sind zahlreiche Patrizierhäuser aus dem 15. bis 18. Jahrhundert erhalten.